# 김지희 (화가)
김지희(金智姬, 1984년 4월 10일 ~ )는 대한민국의 작가이다. 

## 개요
김지희 작가는 미소 짓는 여성, 동물, 보석으로 장식된 안경의 이미지를 특징으로 하는 Sealed Smile 시리즈로 인정을 받았으며, 존재와 욕망의 주제를 전달한다. 그녀의 Sealed Smile 시리즈는 2008년에 시작되었다.
그녀의 개인전 중 일부는 중국의 K11에서의 개인전, 아드리안 쳉이 이끄는 대형 전시회, 홍콩의 디파크 몰에서의 협업 전시회를 포함한다.
2013년, 김지희는 한국 걸그룹 소녀시대, 신발 브랜드 크록스 등 콜라보레이션을 진행하였고, 2024년 서울특별시와 협력했다. 2025년에는 제주신화월드에서 메리어트 리조트 내 카지노를 포함한 공간에서 개관 개인전을 가졌으며, 페르노리카 그룹의 ‘로얄살루트 55년(Royal Salute 55YO)’과 아트 콜라보레이션 작품을 최초 공개했다. 
2023년, 김지희는 오마카세 카페인 "라운지 희움"을 개장했다. 스튜디오와 함께 운영되는 카페는 그녀의 작품을 기반으로 한 음료를 제공한다.